# Kumite masculin moins de 80 kg
Le kumite individuel masculin moins de 80 kg est une épreuve sportive individuelle opposant dans un combat des karatékas masculins pesant chacun strictement moins de 80 kg.